# 알버트 월터스
알버트 마틴 월터스(Albert Marten Wolters , 1942년 ~)는 캐나다 온타리오주 안캐스터 ( 해밀턴 근처)에 있는 리딤머 대학교의 종교학과의 명예 교수이다. 그는 카이퍼주의 신 칼뱅주의의 대표 주자이다.

## 어린 시절과 교육
1942년 3월 30일 네덜란드에서 출생한  그는 캘빈 대학교 ( BA, 1964), 암스테르담 자유 대학교 ( PhD, 1972) 및 맥마스터 대학교 ( MA, 1987)에서 공부했다.

## 간행물
Wolters의 가장 잘 알려진 책은 Creation Regained: Biblical Basics for a Reformational Worldview로, 원래 1985년에 출판되었으며 2005년에 두 번째 판을 출판했다. 다른 언어로 번역되었다.
Abraham Kuyper, Herman Bavinck, Herman Dooyeweerd, D. H. Th. Vollenhoven과 같은 개혁주의 전통의 학자들을 따르면서 Wolters는 창조, 타락, 구속의 범주를 기반으로 세계관을 강조한다.
Wolters는 사해 두루마리 중 하나인 구리 두루마리에 대해 특별한 연구를 했다. 그는 그 주제- The Copper Scroll: Overview, Text and Translation -를 소책자로 출판했다.
Wolters는 역사를 통해 해석된 방식에 초점을 맞춘 주요 스가랴 주석을 출판했다.